# Robert I d’Artois
Robert I Dobry (ur. 1216, zm. 8 lutego 1250) – królewicz francuski z dynastii Kapetyngów, hrabia Artois od 1237 roku, trzeci syn Ludwika VIII Lwa i Blanki Kastylijskiej.

## Pochodzenie
Urodził się jako trzeci syn (drugi, który przeżył dzieciństwo) ówczesnego następny tronu Francji Ludwika i jego żony Blanki, królewny kastylijskiej. Ze strony matki był prawnukiem Eleonory Akwitańskiej (w latach 1137-1152 pierwszej żony jego pradziadka ze strony ojca, Ludwika VII). W 1223 roku po śmierci Filipa Augusta jego ojciec objął tron Francji. Trzy lata później zmarł a królem Francji został jego starszy brat Ludwik. Z uwagi na jego niepełnoletność regencję do 1236 roku sprawowała Blanka.

## Ślub i potomstwo
14 czerwca 1237 Robert poślubił Matyldę Brabancką, córkę Henryka II – księcia Brabancji. Para miała dwoje dzieci:
- Blankę d’Artois (1248–1302)[1], żonę króla Nawarry i hrabiego Szampanii Henryka Grubego (później regentkę w imieniu córki Joanny I, żony Filipa Pięknego, króla Francji) a następnie Edmunda Plantageneta,
- Roberta II (1250–1302)[1], pogrobowca, hrabiego Artois, ojca Mahaut d’Artois.

## Hrabstwo Artois
W 1237 roku z woli brata, króla Ludwika Świętego otrzymał hrabstwo Artois jako uposażenie.  Dodatkowo, w wyniku zawarcia małżeństwa, poszerzył swoje ziemie o te sąsiadujące z Artois. Spór o prawa do Artois rozpoczął się w 1302 roku po śmierci jego syna, gdyż z roszczeniami wystąpiła wnuczka Roberta – Mahaut oraz jego prawnuk – Robert (jedyny syn Filipa, zmarłego w 1298 roku). Spór oficjalnie zakończył się w 1309 roku na korzyść Mahaut, jednak konflikt pomiędzy nią a jej bratankiem trwał jeszcze 20 lat.

## Śmierć i dziedzictwo
Podczas VI wyprawy krzyżowej Robert doradził swemu bratu królowi Ludwikowi, aby ruszyć na Kair. Razem z Templariuszami prowadził nierozważny atak na miasto Al-Mansura – wdarli się do miasta i tam zostali uwięzieni w wąskich uliczkach. Według Jana de Joinville, Robert długo bronił się w jednym z domów, ale wreszcie uległ przewadze liczebnej przeciwnika i został zabity.
Wdowa po nim wyszła za mąż drugi raz za Gwidona III de Châtillon (zm. 1289), hrabiego de Saint-Pol (w 1254) i miała z nim kolejne dzieci. Zmarła w 1288 roku.